# 木戸道子
木戸 道子（きど みちこ、1962年 - ）は、日本の医師。日本赤十字社医療センター第一産婦人科部長。日本産婦人科医会勤務医部会委員。

## 人物
1962年（昭和37年）、埼玉県生まれ。埼玉県立浦和第一女子高等学校卒業。東京大学医学部卒業、同大学院修了。
3人の息子の子育てをしながら産婦人科医として分娩、手術、当直などで多忙な診療に従事しており、自身のその立場から、主婦の就業支援や医療情報の普及を行っている。また、木戸は保育園父母会長や区審議会委員など地域活動の経験も有している。
さらに、医療分野においては勤務医の待遇改善や地方の医師不足解消、一度退職した女性医師の復職支援などに取り組む。

### 経歴
東京大学医学部附属病院分院産婦人科、3年間の長野赤十字病院勤務などを経て、2002年（平成14年）より現職。

### 私生活
同じく産婦人科勤務医である夫とのあいだに、息子が3人いる。

## 著作
- 「ワーキングマザーのすすめ」（悠飛社）
- 「女医ママが教える妊娠出産ハンドブック」（大泉書店）
- 「働く女性のためのマタニティーダイアリー」（梧桐書院）